# Tarucas
Actualités
Les Tarucas sont une franchise argentine de rugby à XV basée à San Miguel de Tucumán. Créée en 2024, elle évolue en Súper Rugby Américas.

## Histoire
La création de l'équipe est officiellement annoncée en octobre 2024. L'équipe tient son nom du taruca, un cervidé emblématique du nord-ouest argentin et des Andes. La franchise est la copropriété de la fédération argentine et l'entreprise Catalinas Fintech Hotel.
L'ancien international argentin Álvaro Galindo est nommé entraîneur. Il s'occupait précédemment de l'équipe d'Argentine des moins de 20 ans.

## Parcours
| Saison | Classement | Compétition          | Pts | MJ | V | N | D | PM  | PE  | Diff | B  | Phase finale |
| ------ | ---------- | -------------------- | --- | -- | - | - | - | --- | --- | ---- | -- | ------------ |
| 2025   | 5e         | Súper Rugby Américas | 34  | 12 | 6 | 0 | 6 | 373 | 329 | +44  | 10 | non qualifié |